# Tvivel (film)
Tvivel (originaltitel: Doubt) är en amerikansk dramafilm från 2008 i regi av John Patrick Shanley. Filmen hade biopremiär i Sverige den 16 januari 2009 och släpptes på DVD i Sverige den 20 maj 2009. Filmen är tillåten i Sverige från 7 år.

## Handling
En karismatisk präst, Fader Brendan Flynn (Philip Seymour Hoffman), försöker tänja på skolans hårda och strikta regler, som länge vaktats av Syster Aloysius (Meryl Streep), den konservativa rektorn, som tror på makt och disciplin. Men politiken utvecklas och skolan tar emot sin första svarta elev, Donald Miller (Joseph Foster). Naiva och oskuldsfulla Syster James (Amy Adams) berättar för Syster Aloysius om hennes misstankar om att Fader Flynn ger för mycket privat uppmärksamhet åt Donald. Det får Syster Aloysius att starta ett korståg för att få fram sanningen och få bort Fader Flynn från skolan. Utan bevis leder Syster Aloysius en kamp som hotar att förstöra såväl kyrkan och skolan som människors liv.

## Medverkande
| Meryl Streep           | – Syster Aloysius     |
| Philip Seymour Hoffman | – Fader Brendan Flynn |
| Amy Adams              | – Syster James        |
| Joseph Foster          | – Donald Miller       |
| Viola Davis            | – Mrs Miller          |
| Alice Drummond         | – Syster Veronica     |